# دييجو ريفاز غوتييريس
دييجو ريفاز غوتييريس (بالإسبانية: Diego Rivas)‏ (27 أبريل 1980 بثيوداد ريال في إسبانيا - ) هو لاعب كرة قدم إسباني في مركز الوسط. لعب مع أتلتيكو مدريد ب وأتلتيكو مدريد وريال سوسيداد ونادي إيبار ونادي إيركوليس ونادي خيتافي ونادي قادش ونادي ياغوستيرا وCD Manchego Ciudad Real ‏ وأتلتيكو مدريد ج وUD Socuéllamos ‏.

## روابط خارجية
- دييجو ريفاز غوتييريس على موقع قاعدة بيانات كرة القدم.إي يو (الإنجليزية)
- دييجو ريفاز غوتييريس على موقع Soccerway.com (الإنجليزية)
- دييجو ريفاز غوتييريس على موقع AS.com (الإسبانية)